# Caloptilia xylophanes
Caloptilia xylophanes là một loài bướm đêm thuộc họ Gracillariidae. Nó được tìm thấy ở Queensland.